# Contee della California

Mappa delle contee della California

Lo stato statunitense della California è suddiviso in 58 contee.
1. Alameda
2. Alpine
3. Amador
4. Butte
5. Calaveras
6. Colusa
7. Contra Costa
8. Del Norte
9. El Dorado
10. Fresno
11. Glenn
12. Humboldt
13. Imperial
14. Inyo
15. Kern
16. Kings
17. Lake
18. Lassen
19. Los Angeles
20. Madera
21. Marin
22. Mariposa
23. Mendocino
24. Merced
25. Modoc
26. Mono
27. Monterey
28. Napa
29. Nevada
30. Orange
31. Placer
32. Plumas
33. Riverside
34. Sacramento
35. San Benito
36. San Bernardino
37. San Diego
38. San Francisco
39. San Joaquin
40. San Luis Obispo
41. San Mateo
42. Santa Barbara
43. Santa Clara
44. Santa Cruz
45. Shasta
46. Sierra
47. Siskiyou
48. Solano
49. Sonoma
50. Stanislaus
51. Sutter
52. Tehama
53. Trinity
54. Tulare
55. Tuolumne
56. Ventura
57. Yolo
58. Yuba